# Charlie Wilson's War
Charlie Wilson's War är en amerikansk långfilm från 2007 som är regisserad av Mike Nichols. Filmen handlar om Texaspolitikern Charlie Wilsons liv. Tom Hanks spelar Charlie Wilson. Bonnie Bach, en sekreterare från Washington D.C., spelas av Amy Adams. Julia Roberts har rollen som Joanna Herring, som varit affärskvinna, politisk aktivist och före detta programledare för en talkshow. Philip Seymour Hoffmans roll som Gust Avrakatos nominerades för en Oscar för bästa manliga biroll.
Filmen hade amerikansk premiär 21 december 2007.

## Handling
Det är tidigt 1980-tal och kongressmannen Charles Wilson verkar mest bry sig om fester och kvinnor tills han får höra talas om Sovjets invasion av Afghanistan. Han ser till att USA via CIA i hemlighet skickar luftvärnsrobotar så som FIM-92 Stinger till de afghanska rebeller som gör militärt motstånd.

## Skådespelare
| Tom Hanks              | – Charlie Wilson                          |
| Amy Adams              | – Bonnie Bach                             |
| Julia Roberts          | – Joanna Herring                          |
| Philip Seymour Hoffman | – Gust Avrakotos                          |
| Emily Blunt            | – Jane Liddle                             |
| Christopher Denham     | – Mike Vickers                            |
| Ned Beatty             | – Clarence "Doc" Long                     |
| Om Puri                | – Pakistans president Mohammad Zia ul-Haq |